# Joutjärvi (sjö i Gustav Adolfs, Päijänne-Tavastland)
Joutjärvi är en sjö i kommunen Gustav Adolfs i landskapet Päijänne-Tavastland i Finland. Sjön ligger 115,4 meter över havet. Arean är 54 hektar och strandlinjen är 4,29 kilometer lång. Sjön  ingår i Kymmene älvs huvudavrinningsområde.   Den ligger omkring 53 km nordöst om Lahtis och omkring 150 km norr om Helsingfors. 